# Anglie očekává, že každý muž splní svou povinnost

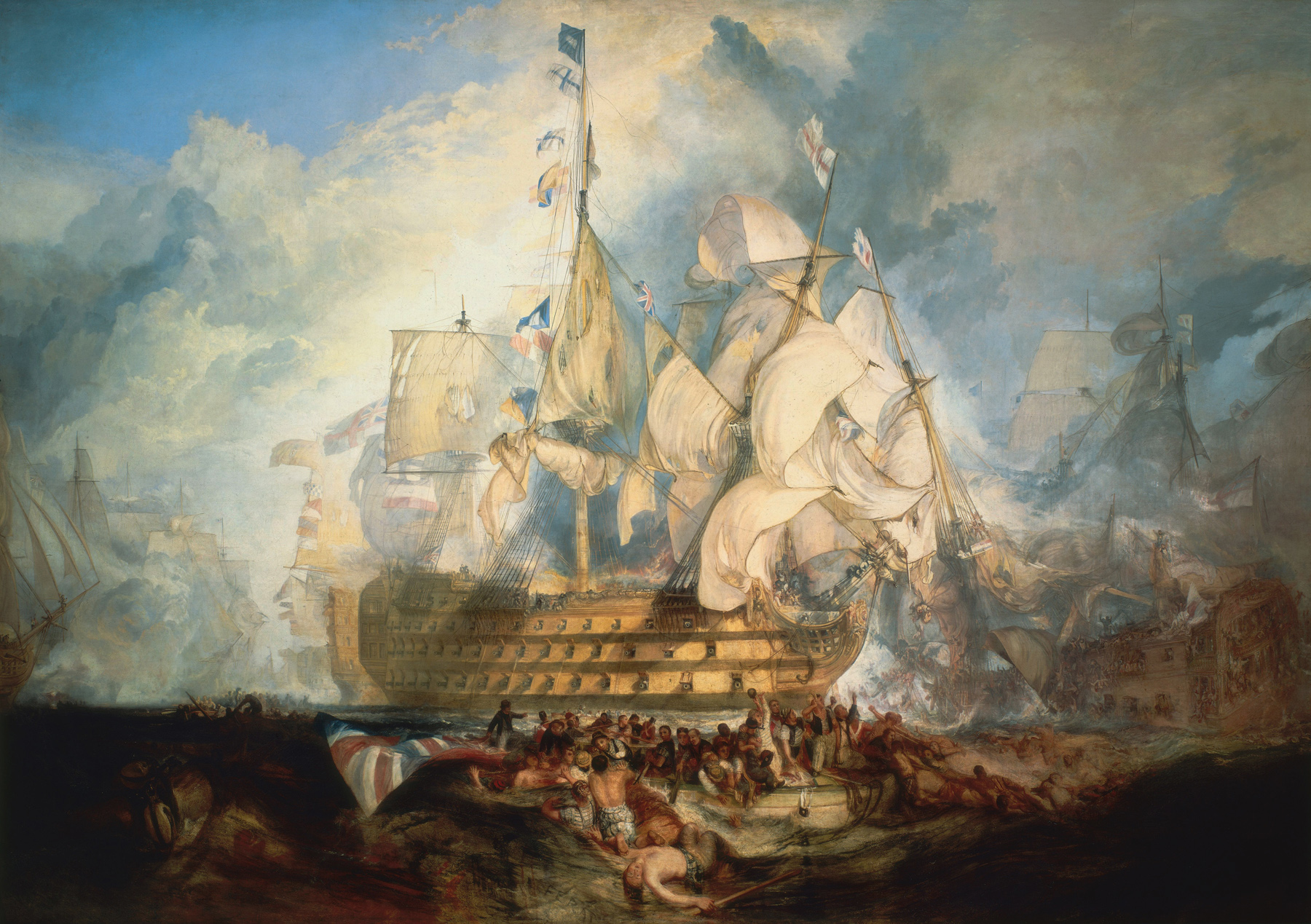
William Turner: Bitva u Trafalgaru, zobrazující i tři poslední znaky slavného signálu na HMS Victory; ačkoliv je signál vyobrazen na hlavním stěžni, ve skutečnosti byl vyvěšen na zadním a ještě před zahájením bitvy nahrazen signálem engage the enemy more closely

„Anglie očekává, že každý muž splní svou povinnost“ (anglicky „England expects that every man will do his duty“) byl námořní vlajkový signál vyslaný z vlajkové lodi viceadmirála Horatia Nelsona HMS Victory jako zahájení bitvy u Trafalgaru proti námořnictvu napoleonské Francie dne 21. října 1805. Bitva u Trafalgaru byla osudová pro Napoleonovo Francouzské císařství jako námořní velmoc. Spojené království získalo převahu na moři a zmařilo tak všechny naděje na francouzské vylodění na Britských ostrovech. 
Ačkoliv ohledně přesného znění signálu se po bitvě vedla řada sporů, význam vítězství u Trafalgaru a smrt viceadmirála Nelsona v bitvě způsobily, že se toto úsloví mezi Brity rozšířilo a od té doby je často užívají a parafrázují.

## Pozadí události

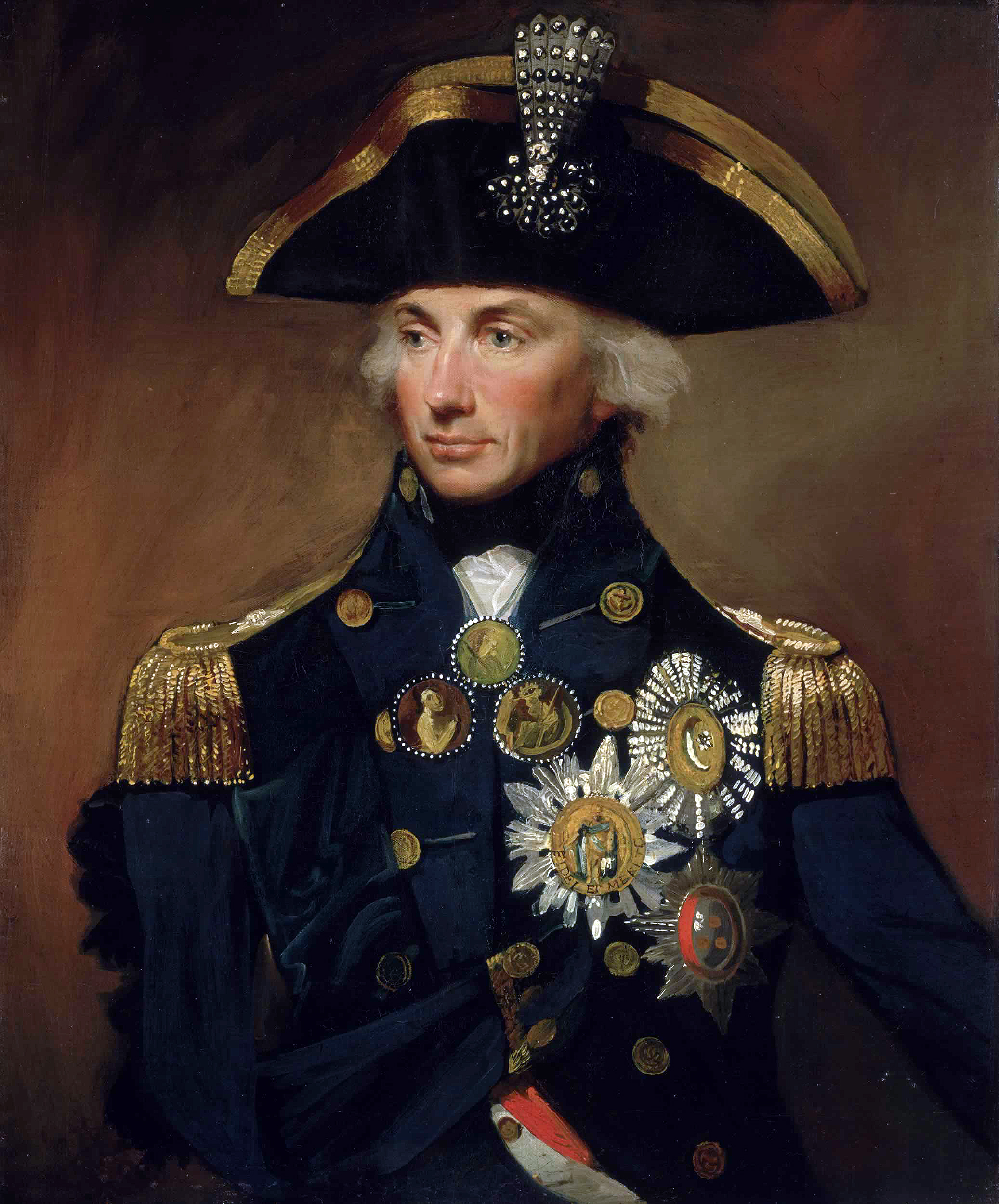
Lemuel Francis Abbott: Horatio Nelson

Roku 1805 byla napoleonská Francie dominantní silou na evropském kontinentu, naproti tomu britské námořnictvo ovládalo moře. Když třetí koalice dne 18. května 1803 porušila krátce trvající amienský mír a vyhlásila Francii válku, Napoleon se rozhodl Británii napadnout. Aby mohl takový plán uskutečnit, potřeboval zlomit odpor britského královského loďstva ovládajícího kanál La Manche. Jeho plán spočíval ve shromáždění válečného loďstva v ústí průlivu a prolomení britské blokády mezi Evropou a Amerikou, což mělo Napoleonovým silám umožnit, aby se spojily s holandskými a španělskými loděmi odříznutými v amerických koloniích.
Dne 17. ledna 1805 z Toulonu přes blokádu proklouzla francouzsko-španělská eskadra vedená francouzským viceadmirálem Pierrem-Charlesem Villeneuvem, aby  britské síly odlákala k Antilám. Viceadmirál Horatio Nelson skutečně začal eskadru pronásledovat. Villeneuve se v Karibiku bitvě s Angličany ještě vyhnul a od Martiniku zamířil zpět k Evropě. Když však byl na zpáteční cestě zastižen britskými loděmi, spojené francouzsko-španělské loďstvo muselo ustoupit a hledat útočiště ve španělském přístavu Cádiz. Napoleon nakonec invazi do Anglie zrušil a loďstvu nařídil stáhnout se do Středozemního moře. Ke Cádizu však mezitím z Karibiku dorazilo Nelsonovo loďstvo. Dne 20. října viceadmirál Villeneuve vydal rozkaz z Cádizu vyplout a druhý den se u mysu Trafalgar s Nelsonovými silami konečně střetl.

## Signál uTrafalgaru
Jakmile se britské lodě přiblížily ke spojenému nepřátelskému loďstvu, viceadmirál Nelson signalizoval ze své lodi nezbytné instrukce ostatním lodím britského loďstva. Nicméně, vědom si nastávajících nesnadných událostí, považoval za nezbytné učinit něco zvláštního. Nařídil proto svému signálnímu důstojníkovi, poručíku Johnu Pascovi, aby co nejrychleji signalizoval ostatním zprávu: England confides that every man will do his duty – Anglie spoléhá, že každý muž splní svou povinnost. Poručík Pasco viceadmirálovi navrhl zaměnit výraz confides za expects, protože signál expect se již nacházel v knize námořních kódů, zatímco slovo confides by se muselo signalizovat písmeno po písmenu. Nelson se změnou souhlasil, přestože výraz expect nevyjadřoval takovou míru osobní zodpovědnosti, jak by si býval přál:
| „            | Jeho Lordstvo ke mně přistoupilo na zádi a po jeho příkazu byly vyslány nějaké signály a kolem tři čtvrtě na dvanáct řeklo: ‚Pane Pasco, přeji si loďstvu sdělit: ANGLIE SPOLÉHÁ, ŽE KAŽDÝ MUŽ SPLNÍ SVOU POVINNOST a dodalo: ‚Musíte si pospíšit, protože mám ještě jednu zprávu pro bezprostřední akci.‘ Odvětil jsem: ‚Pokud mi Vaše Lordstvo dovolí zaměnit spoléhá za očekává, bude signál vyslán rychleji, protože slovo očekává již slovník obsahuje, kdežto spoléhá by se muselo hláskovat.‘ Jeho Lordstvo kvapně odpovědělo: ‚To postačí, Pasco, okamžitě to proveďte.‘ | “ |
| — John Pasco | |   |

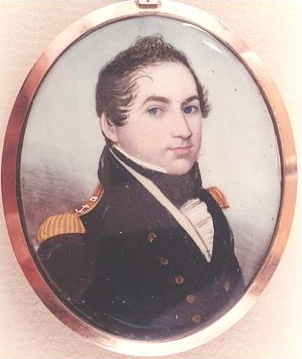
Portrét signálního důstojníka z HMS Victory Johna Pasca, 1805

Termín Anglie (England) se v té době obecně používal k označení celého Spojeného království, ačkoliv se britské loďstvo skládalo i z kontingentů z Irska, Skotska a Walesu, stejně jako ze samotné Anglie. Kolem tři čtvrtě na dvanáct tak byl z admirálské lodě Victory odeslán nejslavnější námořní signál v britských dějinách. Přesný čas odeslání signálu není znám, je možné, že byl odeslán již v půl jedenácté, protože trvalo nějaký čas, než zpráva proběhla celým loďstvem. Záznamy byly sepsány až po bitvě, ale Pasco uvádí čas „čtvrt na dvanáct“ a záznamy z jiných blízkých lodí udávají signál blízko Pascovu údaji.
Signál byl přenášen pomocí numerického vlajkového kódu známého jako Telegraphic Signals of Marine Vocabulary vytvořeném roku 1800 kontradmirálem sirem Homem Pophamem, založeném na dřívějším signálním kódu admirála lorda Howea. Howeův kód se zakládal na číslech od 1 do 9 na celkem deseti signálních vlajkách. Tyto vlajky v různých kombinacích představovaly číselné kódy, jež byly zapsány v seznamu šifer. Kniha šifer byla součástí výbavy každé lodi Britského královského námořnictva a každá byla opatřena olověným závažím, aby mohla být v případě zajetí lodi hozena přes palubu. Předpokládá se, že číselný kód musel být jeden po druhém vytahován na stěžeň spolu s „telegrafickou vlajkou“, která signalizovala, že jde o kódy Pophamovy šifry.

Nelsonův signál zapsaný v kódu Telegraphic Signals of Marine Vocabulary

Slovo „duty“ se rovněž nenacházelo v kódovací knize, ale nebylo nahrazeno jako „confides“ (dvě nejbližší slova, jež šifra znala – „best“ (nejlepší) a „utmost“ (krajní) – nebyla považována za vhodnou náhradu), tak muselo být každé písmeno signalizováno zvlášť, což znamenalo, že celá zpráva zabrala dvanáct „výtahů“. Slovo „duty“ bylo signalizováno pomocí čísel od 1 do 25, která představovala písmena od „A“ do „Z“, ovšem bez „J“. Navíc v tehdejší abecedě písmeno „V“ předcházelo „U“. Skupina čtyř až šesti mužů vedených poručíkem Pascem připravila vyvěšení signálních vlajek na palubě Nelsonovy vlajkové lodi HMS Victory a předpokládá se, že vyslání celého signálu mohlo trvat asi čtyři minuty. Zpráva mimo jiné zrcadlila jeden z nedostatků Pophamova kódu – dokonce dvojpísmenné anglické slovo „do“ si ke svému zobrazení v šifře vyžádalo tři signální vlajky. Běžně se uvádí, že jak se zpráva postupně šířila z jedné lodě na druhou, posádky lodí propukaly v nadšení.
Téměř okamžitě začal být Nelsonův signál chybně předáván. Mnoho lodí britského loďstva zprávu předalo jako „England expects every man to do his duty“ (tedy vynecháno „that“ a „will“ nahrazeno „to“). Takto pozměněná verze se tak rozšířila, že je v tomto tvaru uvedena dokonce na Nelsonově sloupu na Trafalgarském náměstí v Londýně či na jeho hrobu v katedrále svatého Pavla. Nicméně záznamy z Victory a výpovědi poručíka Johna Pasca a kapitána fregaty HMS Euryalus Henryho Blackwooda, kteří byli přítomni přípravě signálu, se shodují na verzi „England expects that every man will do his duty“.
Nelsonova konečná zpráva, před tím než jednotlivá britská děla začala ostřelovat nepřítele, pro loďstvo zněla: engage the enemy more closely, a byla vyslána ve 12:15. Tato zpráva byla signalizována pomocí telegrafické vlajky a signálních vlajek značících čísla 1 a 6. Nelson nařídil tento signál vytáhnout na stěžně a nechat ho tam. Signál zůstal na stěžni, dokud nebyl nepřátelskou palbou sestřelen.

## Po bitvě

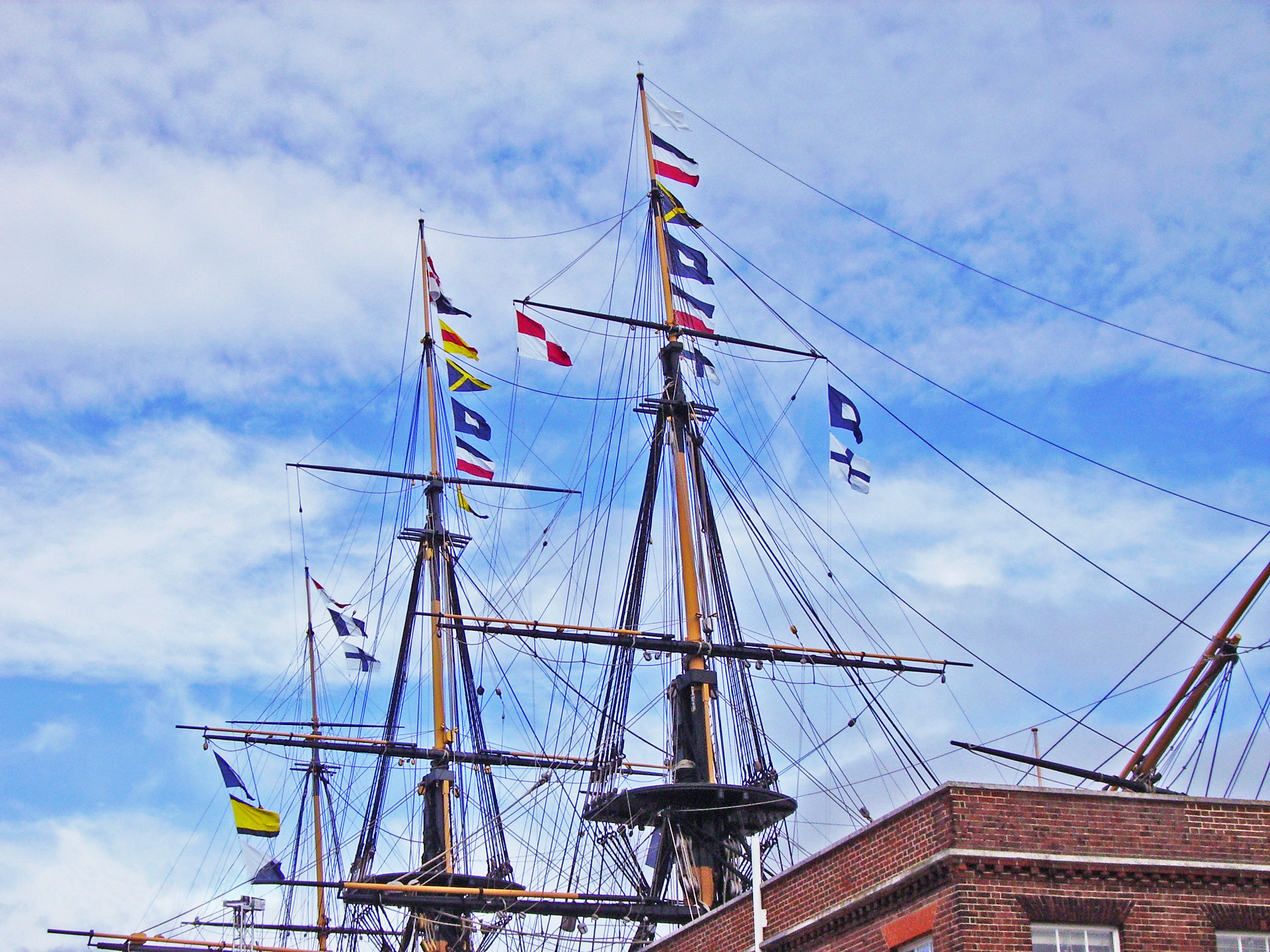
Rekonstrukce Nelsonova signálu na lodi HMS Victory

Roku 1811 složil tenorista John Braham píseň „Nelsonova smrt“, kde rovněž byla zahrnuta slova signálu z bitvy u Trafalgaru. Brahamova píseň se vzápětí stala velmi populární a hrála se napříč britským impériem po celé 19. století. Aby však slova zapadla více do rytmu, byl signál pozměněn na „England expects that every man this day will do his duty“. Tato varianta se rovněž dodnes někdy užívá.
V letech 1885 až 1908 se věřilo, že Nelsonův signál využil kódovací šifru z roku 1799, protože v roce 1885 se poukázalo na to, že šifra z roku 1799 se v britském námořnictvu používala až do roku 1808. V roce 1908 však bylo zjištěno, že britská Admiralita ve skutečnosti svou šifru změnila již v listopadu roku 1803 poté, co se šifru z roku 1799 podařilo ukořistit Francouzům a nová šifrovací kniha byla Nelsonově loďstvu předána v Cádizu v září 1805. Kvůli této mylné představě knihy vydané v letech 1885–1908 signál zobrazují se špatnými signálními vlajkami. Loď HMS Victory v současnosti slouží jako námořní muzeum v suchém doku v Portsmouthu a každý rok 21. října na Trafalgarský den (Trafalgar Day) je slavný signál vyvěšen na stěžních. Signální vlajky jsou ale vyvěšeny všechny najednou, směrem od přídě na záď místo postupného vytahovaní na zadní stěžeň.

## Podobné signály

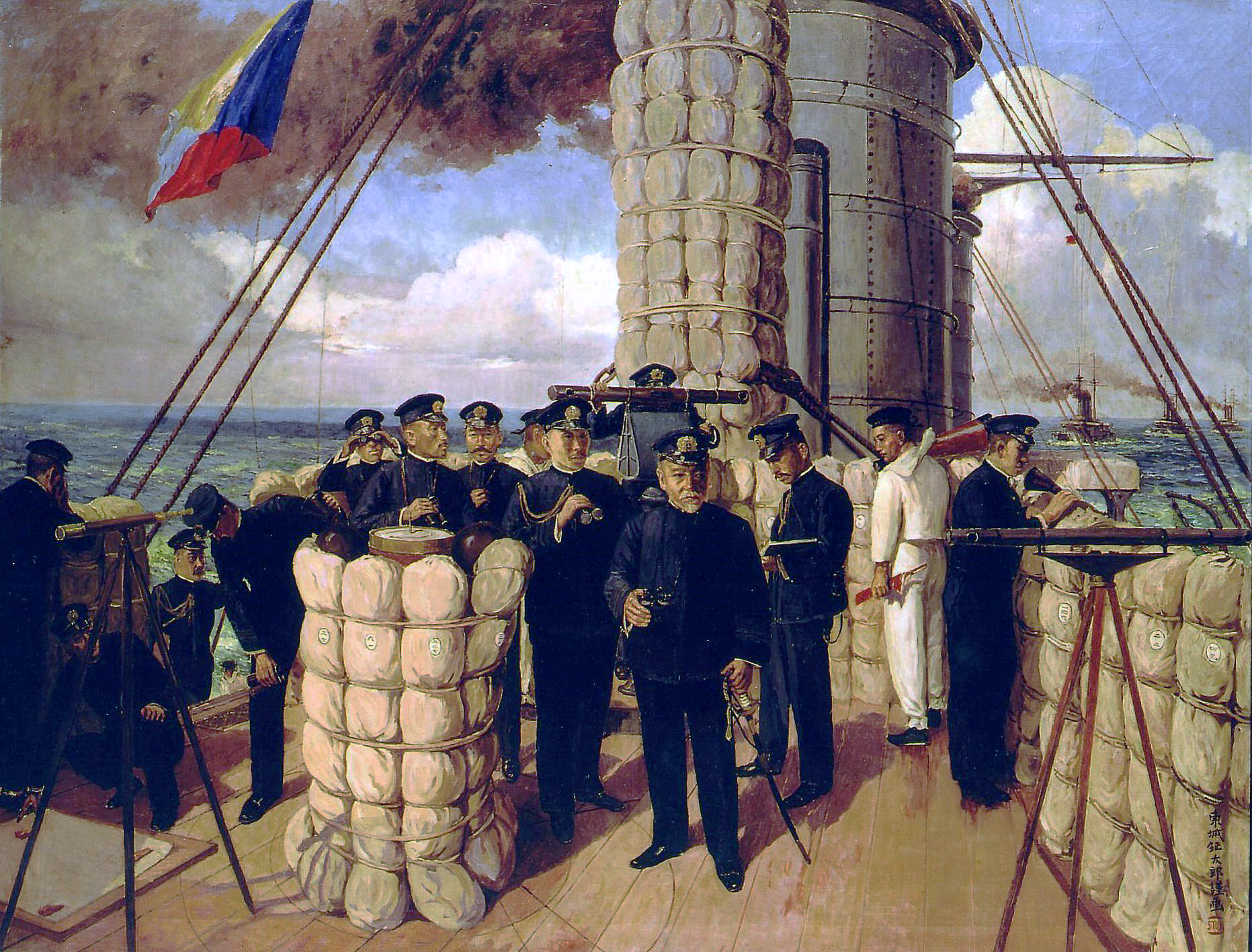
Admirál Heihačiró Tógó před bitvou u Cušimy. Signální vlajka vlající v pozadí představuje písmeno „z“, tedy signál Osud císařství závisí na dnešní bitvě: nechť každý muž splní svou nejvyšší povinnost

Nelsonův slavný signál byl v pozdějších letech napodobován mnohými světovými námořnictvy. Již Napoleon Bonaparte nechal signál přeložit do francouzštiny a v podobě La France compte que chacun fera son devoir byl poté zobrazován na francouzských lodích. V září roku 1814, se zahájením bitvy na Champlainově jezeře, komandér (v anglickém originálu Master Commandant) Thomas MacDonough z námořnictva Spojených států vyslal signál Impressed seamen call on every man to do his duty. Před bitvou u Cušimy v květnu roku 1905, japonský admirál Heihačiró Tógó (který v letech 1871–1878 studoval v Anglii) svému loďstvu signalizoval: Osud císařství závisí na dnešní bitvě: nechť každý muž splní svou nejvyšší povinnost.

## Pozdější ohlasy
Díky trvalé slávě viceadmirála Nelsona se fráze stala v Anglii velmi známou. Ve svých dílech ji parafrázoval Charles Dickens či Lewis Carroll. Britská premiérka Margaret Thatcherová ji užila během jednoho ze svých projevů k britské vládě, kdy nakonec vládu přesvědčila, aby se za ni postavila během sporu o daň z hlavy. Dále byl citát užit Jamesem Joycem v jeho románu Odysseus. Ve Spojených státech Gordon England, bývalý ministr námořnictva, nosil kravatu se signálními vlajkami symbolizující tento slavný signál při jedné ze svých inspekcí amerických lodí. Fráze se rovněž vyskytla i ve filmu Stevena Spielberga Čelisti 2.
V současné době je zkrácená verze „England expects...“ často užívána v britských médiích, zejména ve spojitosti s očekáváním vítězství britských sportovních týmů. Například kniha Jamese Corbetta o dějinách anglického národního fotbalového týmu nesla název England Expects.